# Nadtlenek potasu
Nadtlenek potasu, K
2O
2 – nieorganiczny związek chemiczny z grupy nadtlenków.
Jego otrzymywanie w czystej postaci jest dość trudne ze względu na jego podatność na utlenianie do ponadtlenku potasu, KO
2. Można go otrzymać w wyniku utleniania metalicznego potasu tlenkiem azotu (NO) lub utleniania tlenem/powietrzem roztworu potasu w ciekłym amoniaku.
Powstaje też podczas spalania potasu w kontrolowanej ilości powietrza oraz podczas ogrzewania tetratlenku dipotasu, K
2O
4:
K
2O
4 → K
2O
2 + O
2
K
2O
2, jak wszystkie tlenki potasu, reaguje z wodą. W reakcji tej powstaje wodorotlenek potasu, nadtlenek wodoru, H
2O
2 i tlen.